# أولا تيرسو
أولا تيرسو، (بالإنجليزية: Ula Tirso)‏، هي بلدية، في مقاطعة أوريستانو، في إقليم سردينيا الإيطالي، وتقع على بعد حوالي 90 كم (56 ميل) شمال كالياري، وحوالي 30 كم (19 ميل) شمال شرق أوريستانو. اعتبارا من 31 ديسمبر 2004، كان عدد سكانها 616 وتبلغ مساحتها 18.8 كيلومتر مربع (7.3 ميل مربع).

## السكان
في سنة 1861 بلغ عدد السكان 827 نسمة، وتطور العدد ليصل في سنة 2011 لـ 580 نسمة.
يظهر هذا المخطط البياني تطور النمو السكاني لـ أولا تيرسو

## توأمة
لأولا تيرسو اتفاقيات توأمة مع:
- بيسكيرا دل غاردا